# Otiothops kochalkai
Espèce
Otiothops kochalkai est une espèce d'araignées aranéomorphes de la famille des Palpimanidae.

## Distribution
Cette espèce est endémique du département de Magdalena en Colombie,. Elle se rencontre dans la Sierra Nevada de Santa Marta.

## Description
Le mâle holotype mesure 3,67 mm et la femelle paratype 7,38 mm.

## Étymologie
Cette espèce est nommée en l'honneur de John A. Kochalka.

## Publication originale
- Platnick, 1978 : A new Otiothops from Colombia (Araneae, Palpimanidae). Journal of Arachnology, vol. 5, p. 179-180 (texte intégral).